# Rhopalosiphoninus heikinheimoi
Rhopalosiphoninus heikinheimoi är en insektsart som först beskrevs av Carl Julius Bernhard Börner 1952.  I den svenska databasen Dyntaxa används istället namnet Submegoura heikinheimoi. Enligt Catalogue of Life ingår Rhopalosiphoninus heikinheimoi i släktet Rhopalosiphoninus och familjen långrörsbladlöss, men enligt Dyntaxa är tillhörigheten istället släktet Submegoura och familjen långrörsbladlöss. Arten är reproducerande i Sverige. Inga underarter finns listade i Catalogue of Life.